# Аллергические реакции на введение инсулина
Аллергические реакции на введение инсулина развиваются обычно на 7—14-е сутки от начала инсулинотерапии и носят местный или генерализованный характер. Через несколько минут или часов после инъекции могут наблюдаться местные аллергические реакции (краснота, зуд, отёк, уплотнение, ощущение жара), опосредованные иммуноглобулинами класса G. Обычно такие реакции возникают в первые несколько недель после начала инсулинотерапии и проходят без лечения. В редких случаях возможны системные (генерализованные) аллергические реакции (реакции немедленного типа): крапивница или ангионевротический отёк. Ещё реже наблюдается анафилаксия. Системные реакции опосредуются иммуноглобулинами класса E и могут появиться после длительного перерыва в инсулинотерапии. Иногда приходится прибегать к десенсибилизирующей терапии.
- Местная аллергическая реакция на инсулин проявляется покраснением, уплотнением, зудом и отёчностью кожи, а также болью в месте инъекций препарата инсулина. Различают три типа кожной аллергической реакции на введение инсулина[1]:

1. Реакция немедленного типа
2. При внутрикожном введении инсулина возможно развитие так называемой местной анафилаксии (феномен Артюса).
3. Местная реакция замедленного типа